# Kršćanstvo u Albaniji
Kršćanstvo je jedna od najbrojnijih vjerskih zajednica u Albaniji. Prema Svjetskoj bazi podataka, kršćani čine više od trećine stanovništva;  22% stanovništva su pravoslavci, a 13% rimokatolici. Međutim, mnogi Albanci su ili ateisti ili agnostici. Prema podacima organizacije "Međunarodna vjerska sloboda" 2007. godine. "Ne postoje pouzdani podatci o njihovom postotku, ali smatra se da se kreće od 25 – 40 posto". Zbog neprakticiranja vjere, podatci i procjene vjerskog sastava znatno variraju, pa CIA u procjeni za 2011. navodi 10% rimokatolika i pravoslavnih 6,8%, a ostalih kršćana  (protestantata i dr.) još manje

## Povijest
Albanija je jedno od mjesta gdje se kršćanstvo prvo proširilo. Još u apostolskim vremenima u lučkom gradu Draču smatra se da je živilo sedamdesetak kršćanskih obitelji.
Od velike podjele kršćanstva, Katoličkoj Crkvi bio je naklonjen sjever i priobalje današnje Albanije, posebice predjeli pod mletačkom vlašću, a u ostatku Pravoslavnoj Crkvi, kao posljedica bizantske vlasti.
Dolazak albanskih krajeva pod osmansku vlast za posljedicu je imalo islamiziranje. Tanzimatske reforme 1839. koje su nametnule vojnu službu nemuslimanima, prije svega kršćanima, pridonijele su da se je mnoštvo ondašnjih stanovnika današnje Albanije s kršćanstva prešlo na islam radi izbjegavanja vojne obveze. Ipak, mnogi su potajice ostali biti kršćanima, pokazujući pripadnost islamu samo izvana (kriptokršćani). 
Komunistički režim Envera Hoxhe propagirao je i nasilno sprovodio ateizam od 1944. do 1991. godine. Progonili su, mučili i ubijali svećenike u montiranim procesima;  ističe se skupina od trideset i osam albanskih mučenika, koji su poslije 60-ak godina proglašeni blaženim u Skadru 5. studenoga 2016. godine. Godine 1967. zatvorene su sve crkve i džamije. Studenoga 1990. Albanija je dopustila privatno prakticiranje vjere. Nakon pada komunizma 1991. godine, u Albaniji je povećan broj kršćana.

## Galerija
- Širenje kršćanstva u Europi i na Sredozemlju.
- Europa u doba velike podjele 1054. godine.
- Religija u Europi, na Sredozemlju i na Bliskom Istoku 1100.
- Religije u Europi 1560.